# Tour de Flandes 1980
El Tour de Flandes 1980, la 64.ª edición de esta clásica ciclista belga. Se disputó el 30 de marzo de 1980. El vencedor final fue el belga Michel Pollentier, que se impuso al esprint, por delante de Francesco Moser y Jan Raas, el campeón del año anterior.

## Clasificación general
| Posición | Ciclista                | Equipo                         | Tiempo     |
| -------- | ----------------------- | ------------------------------ | ---------- |
| 1        | Michel Pollentier       | Splendor-Admiral-TV Ekspres    | 6h 36' 45" |
| 2        | Francesco Moser         | Sanson-Campagnolo              | m. t.      |
| 3        | Jan Raas                | TI-Raleigh-Creda               | m. t.      |
| 4        | Roger De Vlaeminck      | Boule d'Or-Colnago-Studio Casa | m. t.      |
| 5        | Marc Demeyer            | IJsboerke-Warncke Eis          | m. t.      |
| 6        | Freddy Maertens         | San Giacomo-Benotto            | m. t.      |
| 7        | Gilbert Duclos-Lassalle | Peugeot-Esso-Michelin          | m. t.      |
| 8        | Gottfried Schmutz       | Cilo-Aufina                    | m. t.      |
| 9        | Guy Sibille             | Peugeot-Esso-Michelin          | m. t.      |
| 10       | Fons De Wolf            | Boule d'Or-Colnago-Studio Casa | m. t.      |